# Akira Matsunaga
Akira Matsunaga, född 21 september 1914 i Shizuoka prefektur, Japan, död 20 januari 1943 i Slaget om Guadalcanal, var en japansk fotbollsspelare.